# Dansk Design Center
Dansk Design Center, DDC (engelsk: Danish Design Centre), er en dansk, almennyttig fond under Erhvervsministeriet, der blev oprettet i 1978 af Dansk Designråd (i dag Designrådet) som nationalt videnscenter for design. Centret har et årligt budget på cirka 30 millioner, og modtager 14 af dem via finansloven.
Som Danmarks nationale designcenter arbejder Dansk Design Center for at aktivere designernes metoder og mindset for at skabe ny værdi for virksomheder, mennesker og samfund. Konkret ved at øge anvendelsen af design i erhvervslivet, bidrage til at styrke designbranchen samt udvikle og brande dansk design nationalt og internationalt. Dansk Design Center opererer på tværs af det private erhvervsliv, designprofessionen, uddannelses- og forskningsinstitutioner og offentlige organisationer, både nationalt og internationalt.
Dansk Design Center havde de første mange år til huse i Industriens Hus, dernæst siden 2000 eget domicil på H.C. Andersens Boulevard i København, tegnet af Henning Larsens Tegnestue A/S. I 2018 flyttede Dansk Design Center sammen med de øvrige nationale arkitektur- og designorganisationer ind i BLOX på hjørnet af Frederiksholms Kanal og Christians Brygge. Dette skete som en del af regeringens vækstplan for design og kreative erhverv (2013) .
Dansk Design Center lancerede i 2020 en ny strategi, der bygger på dansk designs historie og de kvaliteter, dansk design står for, men som samtidig peger fremad. Det er Dansk Design Centers vision, at design skal bidrage til at løse kritiske samfundsudfordringer, især inden for grøn, social og digital omstilling.
Dansk Design Centers direktør har siden november 2014 været Christian Bason.
Tidligere direktører:
2011-2014 Nille Juul-Sørensen
2000-2005 Ulla Hovgaard Ramlau
2005-2011 Christian Scherfig
1978-2000 Jens Bernsen